# Замкнена (фільм, 2023)
«Замкнена» (англ. Locked In) — психологічний детективний трилер 2023 року режисерки Нур Вацці за сценарієм Роуена Жоффе. Фільм, знятий Gaumont, вийшов на потоковому сервісі Netflix 1 листопада 2023 року. У головних ролях: Фінн Коул, Роуз Вільямс і Фамке Янссен.
За сюжетом, медсестра намагається розкрити таємницю паралізованої пацієнтки та дізнається історію заплутаних стосунків, зрад та убивства серед людей, які живуть у старому маєтку.

## Акторський склад
- Фамке Янссен — Кетрін, колишня кінозірка
- Роуз Вільямс — Ліна, прийомна дочка Кетрін та її ж невістка
- Алекс Гасселл — Роберт Лоренс, сімейний лікар
- Фінн Коул — Джеймі, чоловік Ліни, пасинок Кетрін, залежний від ліків
- Анна Фріл — медсестра Нікі Маккензі

В інших роля:
- Джорджія Торн — Ліна в дитинстві
- Тобі Раян — Джеймі в дитинстві
- Карл Коллінз — невролог
- Леслі Молоні — лікар
- Кріс Геллевайз — арборист
- Гоуп Ділейні — дівчинка-акторка у фільмі з Кетрін

Не вказані в титрах:
- Кейн Ейден — студент
- Сем Локвуд — масажист
- Роббі Мейн — відвідувач пабу
- Ґай Роббінс — парамедик
- Люк Саймон Робертс — студент

## Виробництво
Продюсеркою фільму стала Нікі Бентам (компанія Neon Films), виконачою продюсеркою — Елісон Джексон (компанія Gaumont). Цей фільм — повнометражний дебют режисерки Нур Вацці, він знятий за сценарієм Роуена Жоффе.

### Кастинг
У грудні 2022 року Фінн Коул, Фамке Янссен і Роуз Вільямс були підтверджені на головні ролі, а також Алекс Гасселл і Анна Фріл.

### Зйомки
Основні зйомки розпочалися в Лондоні наприкінці 2022 року. На початку 2023 року зйомки також проходили в Сент-Олбансі, зокрема в соборі Сент-Олбанса.

## Випуск
Фільм «Замкнена» випущений на потоковому сервісі Netflix 1 листопада 2023 року. Український дубляж — студія Postmodern.

### Сприйняття
На сайті агрегатора рецензій Rotten Tomatoes станом на 12 листопада 2023 року фільм  має 33 % «свіжості» на основі 6 рецензій із середнім рейтингом 4,4/10; на сайті IMDb рейтинг фільму складає 5,1/10 на основі 3,9 тис. голосів.